# كلية التربية البدنية وعلوم الرياضة (جامعة البصرة)

## تأسيس الكلية
هي كلية التربية البدنية وعلوم الرياضة كلية عراقية حكومية تتبع جامعة البصرة تأسست الكلية عام 1983 لتشكل نواةً وصرحًا علميًا ومصدر إشعاع تربوي وهي ثالث كلية في العراق بعد كليتي: كلية التربية البدنية وعلوم الرياضة في جامعة بغداد، وكلية التربية البدنية وعلوم الرياضة في جامعة الموصل.

### عن الكلية
تخرجت دفعات طلابية متعددة بشهادات متفاوتة تراوحت ما بين (البكالوريوس، الماجستير، الدكتوراه) متخصصين في مختلف مجالات التربية البدنية وعلوم الرياضة، استفيد منهم في مختلف المؤسسات والوزارات العراقية (التربوية والتعليمية والاجتماعية والصحية والرياضية) مضافًا لذلك تأسيس كليات وأقسام التربية البدنية وعلوم الرياضة لمختلف محافظات العراق معتمدة على الكادر العلمي المتخرج من كلية التربية البدنية وعلوم الرياضة في جامعة البصرة.
وهي بذلك تشكل البعد الرئيسي لتطوير الأنشطة الرياضية والرعاية العلمية لطلبتنا الأعزاء بوزارتي التعليم العالي والتربية والوزارات المرتبطة معها.ومما لاشك فيه فهي تعمل على دعم وتعزيز الألعاب الرياضية التي تمارس على جميع المستويات بما فيها المحلي والعربي والدولي، وهذا يتحقق من خلال الانتظام في الممارسة الرياضية في التدريب والمنافسة تحت إشراف كادر تربوي علمي متخصص ومؤهل لذلك كانت كلية التربية البدنية وعلوم الرياضة ولازالت مؤهلة لمساهمة في النهضة الرياضية للعراق ولمحافظة البصرة خصوصًا، حيث بلغ عدد الطلبة المقبولين في عام 1983 – 1984 (110) طالب وطالبة وكانت أول دفعة للخريجين من طلبة الكلية في عام (1986- 1987)

## شغل منصب العميد في الكلية[3]
١- أ.د فاضل سلطان ١٩٨٣-١٩٨٤
٢- أ.د ريسان خريبط مجيد ١٩٨٤-١٩٩٢
٣- أ.د اكرم محمد صبحي ١٩٩٢-١٩٩٣
٤- أ.د نجاح مهدي شلش ١٩٩٤-١٩٩٨
٥- أ.د صلاح عطية كاظم ١٩٩٨-١٩٩٩
٦- أ.د حاجم شاني عودة ١٩٩٩-٢٠٠١
٧- صلاح عطية كاظم ٢٠٠١-٢٠٠٣
٨- أ.د ماجد علي موسى ٢٠٠٣-٢٠١٠
٩- أ.د محمد عبد الوهاب حسين ٢٠١٠-٢٠١٢
١٠- أ.د منتظر مجيد علي ٢٠١٢-٢٠١٨
١١- أ.د صباح مهدي كريم ٢٠١٨- ٢٠٢٣
١٢- أ.د حيدر عوفي أحمد ٢٠٢٣ - الى الآن

## فروع الكلية[4]
• فرع العلوم النظرية
• فرع العلوم التطبيقية